# Discographie de Hyuna
La chanteuse sud-coréenne Hyuna a sorti six mini-albums et huit singles en tant qu'artiste solo depuis ses débuts en 2010.

## Albums

### Mini-albums (EPs)
| Titre                                                                              | Détails de l'album | Meilleures positions | Meilleures positions | Meilleures positions | Meilleures positions | Ventes                                        |
| Titre                                                                              | Détails de l'album | COR                  | JPN                  | TWN                  | US World             | Ventes                                        |
| ---------------------------------------------------------------------------------- | --- | -------------------- | -------------------- | -------------------- | -------------------- | --------------------------------------------- |
| Bubble Pop!                                                                        | - Date de sortie : 5 juillet 2011 - Labels : Cube Entertainment, Universal Music Group - Formats : CD, téléchargement numérique  | 7                    | —                    | 16                   | —                    | - COR : plus de 13 586                        |
| Melting                                                                            | - Date de sortie : 22 octobre 2012 - Labels : Cube Entertainment, Universal Music Group - Formats : CD, téléchargement numérique | 5                    | 158                  | 19                   | —                    | - COR : plus de 14 190, - JPN : plus de 1 337 |
| A Talk                                                                             | - Date de sortie : 28 juillet 2014 - Labels : Cube Entertainment, Universal Music Group - Formats : CD, téléchargement numérique | 3                    | 175                  | 9                    | —                    | - COR : plus de 8 637 - JPN : plus de 690     |
| A+                                                                                 | - Date de sortie : 21 août 2015 - Labels : Cube Entertainment, Universal Music Group - Formats : CD, téléchargement numérique    | 5                    | 12                   | 2                    | 2                    | - COR : plus de 9 736                         |
| A'wesome                                                                           | - Date de sortie : 1er août 2016 - Labels : Cube Entertainment, Universal Music Group - Formats : CD, téléchargement numérique   | 2                    | —                    | 9                    | 4                    | - COR : plus de 9 224                         |
| Following                                                                          | - Date de sortie : 29 août 2017 - Label : Cube Entertainment - Format : CD, téléchargement numérique                             | 9                    | —                    | 14                   | 5                    | - COR : plus de 8 097                         |
| "—" signifie que l'album ne s'est pas classé ou n'est pas sorti dans cette région. | |                      |                      |                      |                      |                                               |

## Singles

### En tant qu’artiste principale
| Titre                                               | Année | Meilleures positions | Meilleures positions | Meilleures positions | Meilleures positions | Ventes (DL)               | Album                  |                                                                                       |
| Titre                                               | Année | COR                  | COR Hot.             | US World             | CHN                  | Ventes (DL)               | Album                  |                                                                                       |
| --------------------------------------------------- | ----- | -------------------- | -------------------- | -------------------- | -------------------- | ------------------------- | ---------------------- | ------------------------------------------------------------------------------------- |
| "Change" (featuring Yong Jun Hyung)                 | 2010  | 2                    | —                    | —                    | —                    | - COR: plus de 2,469,354  | Non issu d’un album    |                                                                                       |
| "Bubble Pop!"                                       | 2011  | 4                    | 2                    | 10                   | —                    | - COR : plus de 2 694 310 | Bubble Pop!            |                                                                                       |
| "Ice Cream"                                         | 2012  | 1                    | 6                    | 5                    | —                    | - COR : plus de 1 285 770 | Melting                |                                                                                       |
| "Red" (빨개요)                                      | 2014  | 3                    | 2                    | 5                    | 1                    | - COR : plus de 685 761   | A Talk                 |                                                                                       |
| "Roll Deep" (잘나가서 그래) (featuring Jung Ilhoon) | 2015  | 13                   | —                    | 3                    | 2                    | - COR : plus de 467 472   | A+                     |                                                                                       |
| "How's This?" (어때?)                               | 2016  | 5                    | —                    | 4                    | 1                    | - COR : plus de 241 975   | A'wesome               |                                                                                       |
| "Babe" (베베)                                       | 2017  | 13                   | 13                   | 5                    | 3                    | - COR : plus de 450 770   | Following              |                                                                                       |
| "Lip & Hip"                                         | 2017  | 15                   | 10                   | 4                    | 1                    | - COR : plus de 136 855   | Lip & Hip (single)     |                                                                                       |
| "Flower Shower"                                     | 2019  | 54                   | 31                   | 6                    | 1                    | - COR : ?                 | Flower shower (single) | "—" signifie que le morceau ne s'est pas classé ou n'est pas sorti dans cette région. |

### En featuring
| Titre                                                                                 | Année | Meilleures positions | Album                            |
| Titre                                                                                 | Année | COR                  | Album                            |
| ------------------------------------------------------------------------------------- | ----- | -------------------- | -------------------------------- |
| "2009" (AJ featuring Hyuna)                                                           | 2009  | —                    | First Episode: A New Hero        |
| "Wasteful Tears" (Navi featuring Hyuna)                                               | 2009  | —                    | Hello                            |
| "Bittersweet" (Brave Brothers featuring M, Hyuna, Maboos, Red Roc, Basick)            | 2009  | —                    | Attitude                         |
| "Oh Yeah" (MBLAQ featuring Hyuna)                                                     | 2009  | —                    | Non issu d’un album              |
| "Love Parade" (Park Yunhwa featuring Hyuna)                                           | 2010  | —                    | Non issu d’un album              |
| "Outlaw in the Wild" (avec Nassun)                                                    | 2010  | 10                   | Non issu d’un album              |
| "Say You Love Me" (G.NA featuring Hyuna)                                              | 2010  | 14                   | Together Forever Vol.1           |
| "Golden Lady" (Lim Jeong Hee featuring Hyuna)                                         | 2011  | 4                    | Golden Lady                      |
| "Let It Go" (Heo Young Saeng featuring Hyuna)                                         | 2011  | 19                   | Let It Go                        |
| "Oppa Is Just My Style" (Psy featuring Hyuna)                                         | 2012  | —                    | Non issu d’un album              |
| "She Is My Girl" (S4 featuring Hyuna)                                                 | 2012  | —                    | Sexy, Sweet, Smart & Sentimental |
| "Don't Hurt" (Eru featuring Hyuna)                                                    | 2012  | 33                   | Non issu d’un album              |
| "Where You Going Oppa?" (Rain featuring Hyuna)                                        | 2014  | —                    | Rain Effect                      |
| "—" signifie que le morceau ne s'est pas classé ou n'est pas sorti dans cette région. |       |                      |                                  |

## Autres chansons classées
| Année                                                                                       | Titre             | Meilleure position | Album       |
| Année                                                                                       | Titre             | COR                | Album       |
| ------------------------------------------------------------------------------------------- | ----------------- | ------------------ | ----------- |
| 2011                                                                                        | "Downtown"        | 106                | Bubble Pop! |
| 2011                                                                                        | "Attention"       | 127                | Bubble Pop! |
| 2012                                                                                        | "To My Boyfriend" | 50                 | Melting     |
| 2012                                                                                        | "Unripe Apple"    | 63                 | Melting     |
| 2014                                                                                        | "A Talk"          | 90                 | A Talk      |
| 2015                                                                                        | "Ice Ice"         | 99                 | A+          |
| 2016                                                                                        | "Do It!"          | 168                | A'wesome    |
| "—" montre qu'aucun classement n'a été atteint ou que ce n'est pas sorti dans cette région. |                   |                    |             |

## Vidéographie

### Clips vidéos
| Année | Clip vidéo                  | Directeur    | Notes                                                 |
| ----- | --------------------------- | ------------ | ----------------------------------------------------- |
| 2010  | "Change"                    | Zanybros     |                                                       |
| 2011  | "Bubble Pop!"               | Zanybros     |                                                       |
| 2012  | "Oppa Is Just My Style"     | NC           | avec Psy                                              |
| 2012  | "Ice Cream"                 | Zanybros     | Apparition en tant qu'invité par Psy                  |
| 2013  | "Corolla x Hyuna: My Color" | NC           | Version courte pour promouvoir la 2013 Toyota Corolla |
| 2014  | "Red"                       | Zanybros     |                                                       |
| 2015  | "Roll Deep"                 | Zanybros     |                                                       |
| 2015  | "Run & Run"                 | NC           |                                                       |
| 2016  | "How's This?"               | Zanybros     |                                                       |
| 2016  | "Morning Glory"             | NC           |                                                       |
| 2017  | "BABE"                      | Shin Hee-won |                                                       |
| 2017  | "Lip & Hip"                 | Lumpens      |                                                       |